# 齐桥桥
齐桥桥（1949年3月1日—），原名习桥桥，籍贯陝西富平，擁有香港身份證、加拿大永久居留權，中共元老习仲勋之女，中共中央总书记习近平姊姊。童年時，父親讓她隨母姓姓齊，而齊橋橋的名字一直沿用至今。

## 生平
- 1949年3月1日，出生在延安桥儿沟中央医院，是习仲勋与妻子齐心的第一个孩子。[1]
- 初中以前，就读的是北京的干部子弟学校——八一学校，但升初中后改去“河北北京中学”（后改名为北京地安门中学）。[1]
- 青年时期在内蒙古生产建设兵团插队[4]
- 现任北京中民信房地产开发有限公司董事长，北京秦川大地文化传播有限公司负责人[5]，银川大学客座教授[6]。

## 家族
- 女兒张燕南。
- 第二任丈夫邓家贵，湖北人，上世纪80年代已因烟草及卷烟设备业致富，90年代在北京、深圳、香港创办多家公司。齐与邓家贵1990年相识，1991年邓曾以三百万港币购置香港宝马山花园一单位，然后作为定情信物相赠，二人于1996年结婚。
- 父亲习仲勋，陕西富平人，中共八大元老之一，曾任国务院副总理和全国人大常委会副委员长。
- 母亲齐心，是习仲勋的第二任妻子。
  - 妹妹齐安安（原名习安安），与其丈夫吴龙长居澳大利亚墨尔本，为澳洲永久居民；亦是北京新郵通信和深圳大唐移动通信的实际拥有者。
  - 大弟习近平，现任中共中央总书记、国家主席、中央军委主席。
  - 二弟习远平，曾任国际节能环保协会会长。
  - 另有二同父異母的姐姐習和平（1938－1968）、習乾平（1939－），一同父异母的哥哥习正宁（1941－1998.11.27），是习仲勋与前妻郝明珠所生。

## 資產
- 新郵通信設備
- 江西稀土稀有金屬鎢業集團18%股份
- 大連萬達商業地產0.8%股份（已出售）[7]
- 深圳市远为实业有限公司74.5%股份[8]

2018年10月10日，香港蘋果日報在頭版大幅報導位居中共總書記的習近平，其家族在香港擁有價值6.4億港元的物業，其中包括屬於習的親姊齊橋橋及外甥女張燕南位於淺水灣的獨立屋。